# Gare de Berlin Westhafen
La Gare de Berlin Westhafen est une gare ferroviaire à Berlin sur le Ringbahn. Elle est située dans le quartier de Moabit dans l'arrondissement de Mitte, à proximité du port de l'Ouest qui lui donne son nom.

## Galerie de photographies

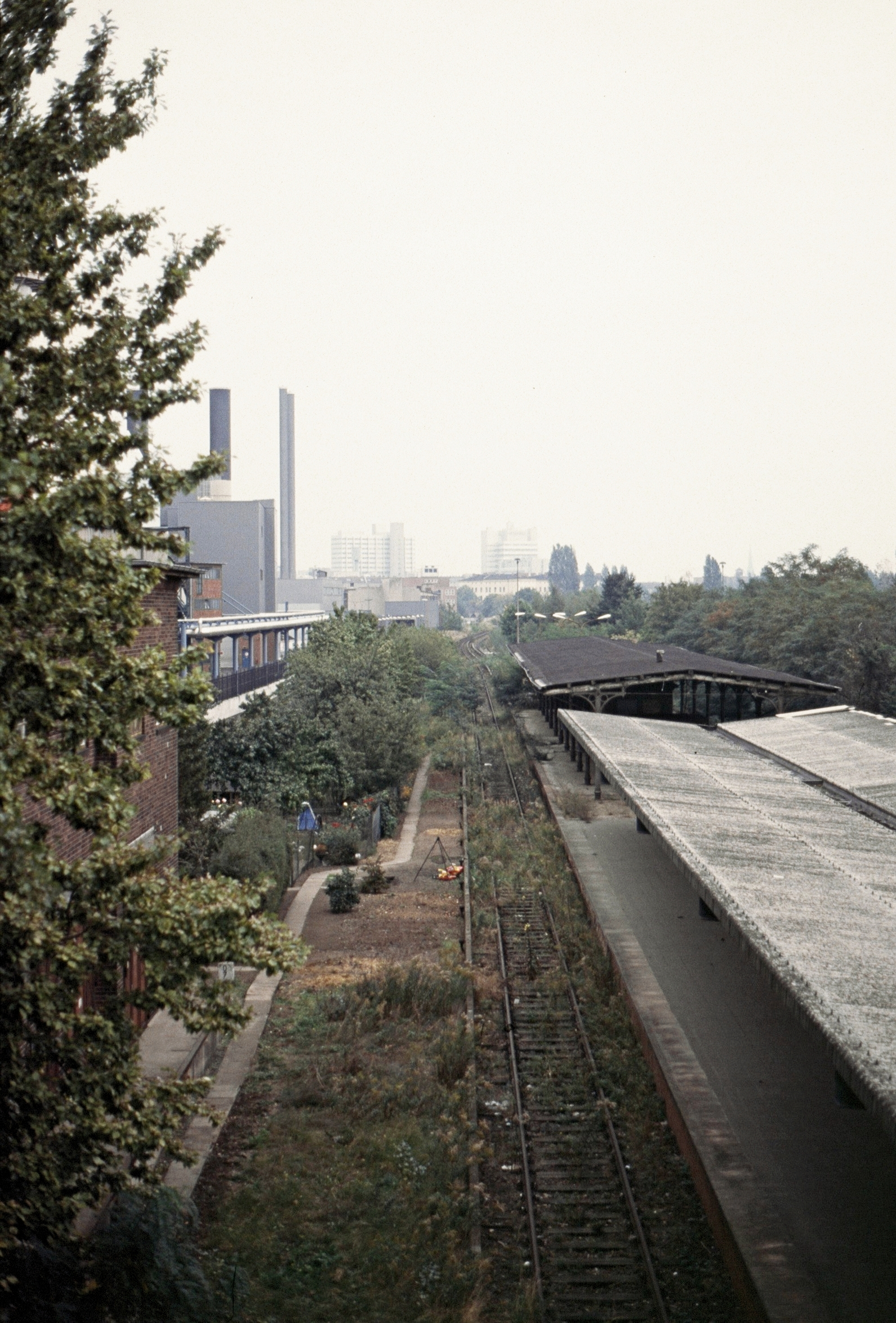
La gare abandonnée en 1992
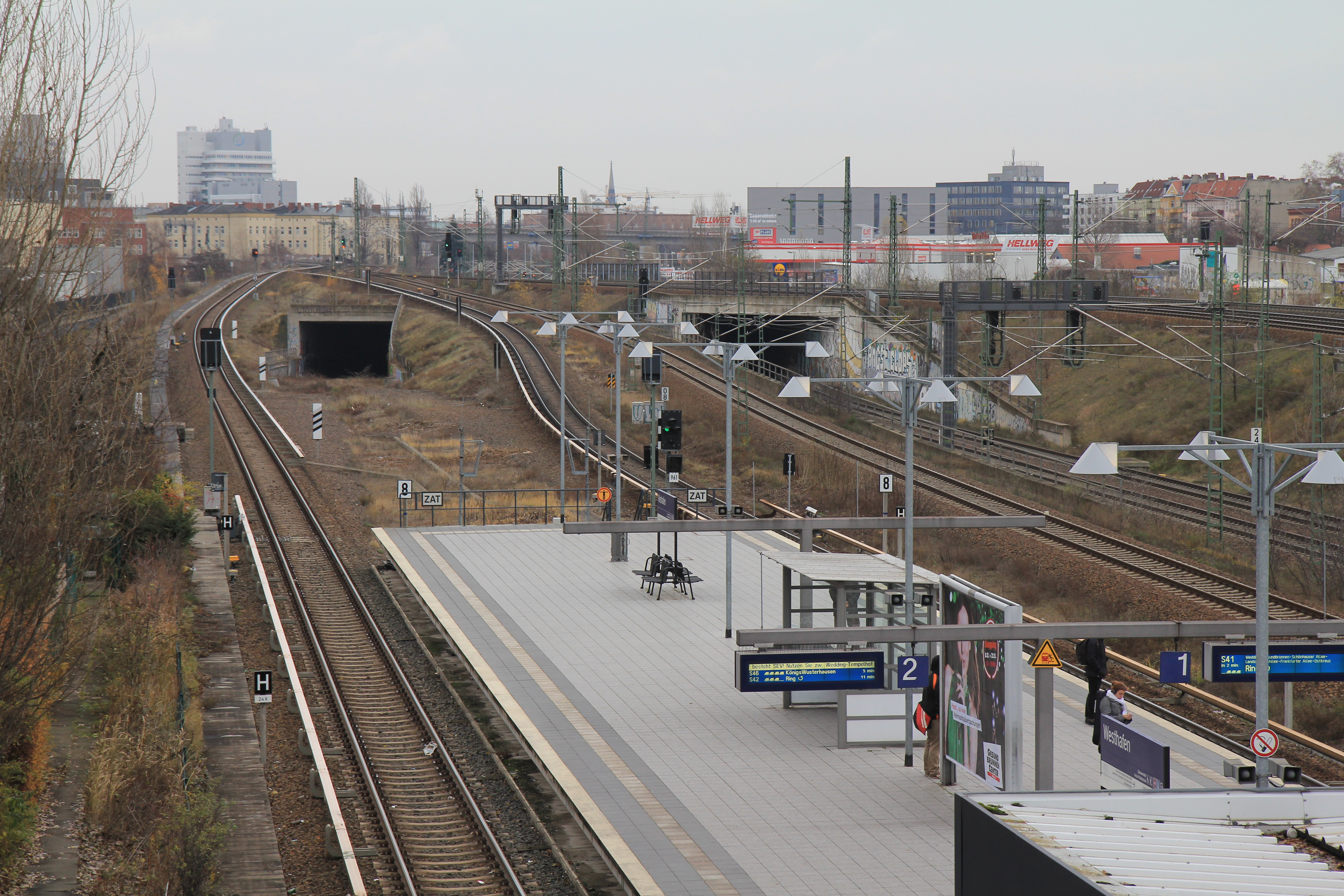
Vue vers le nord de la gare
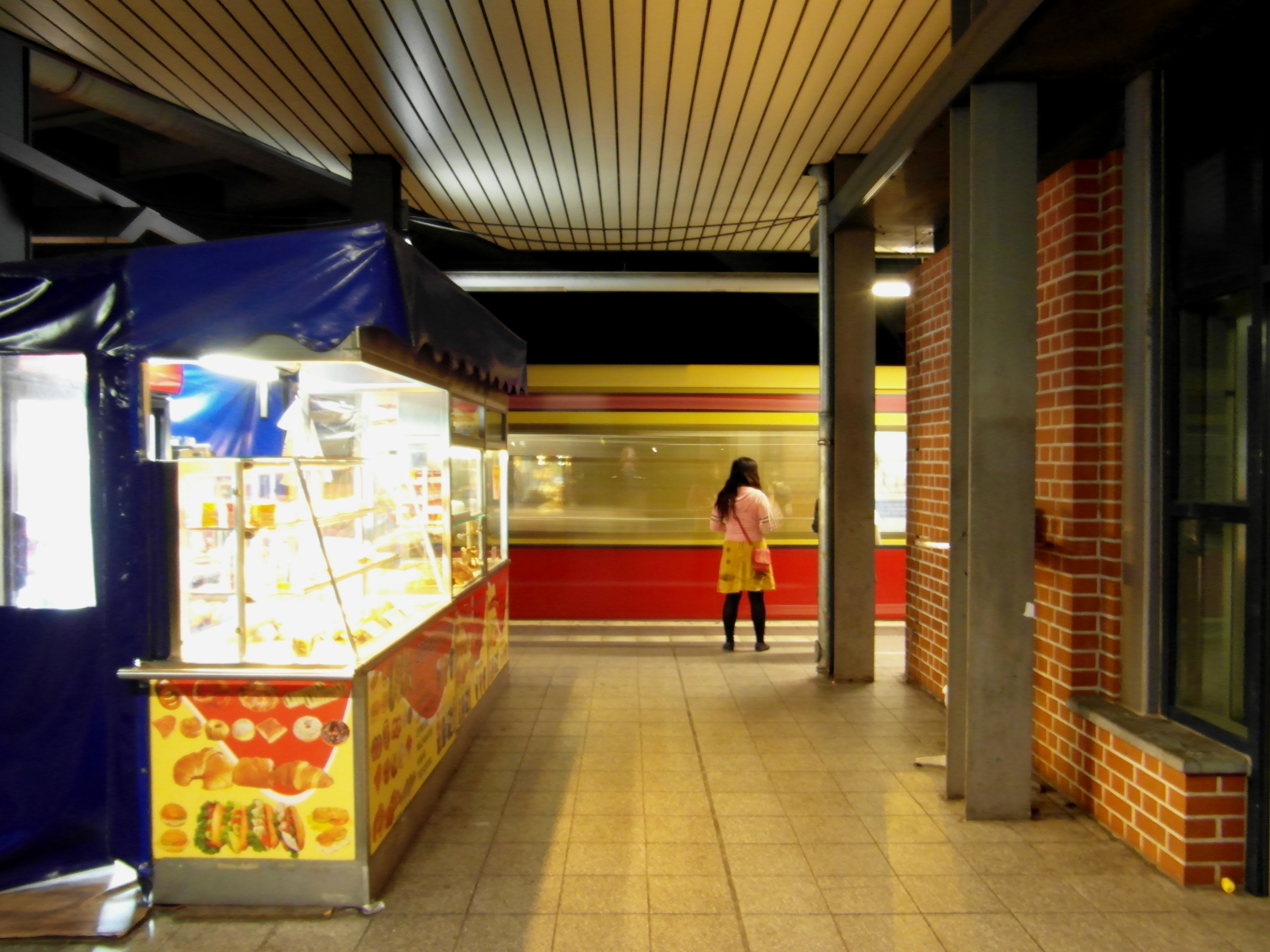
Commerces dans la gare
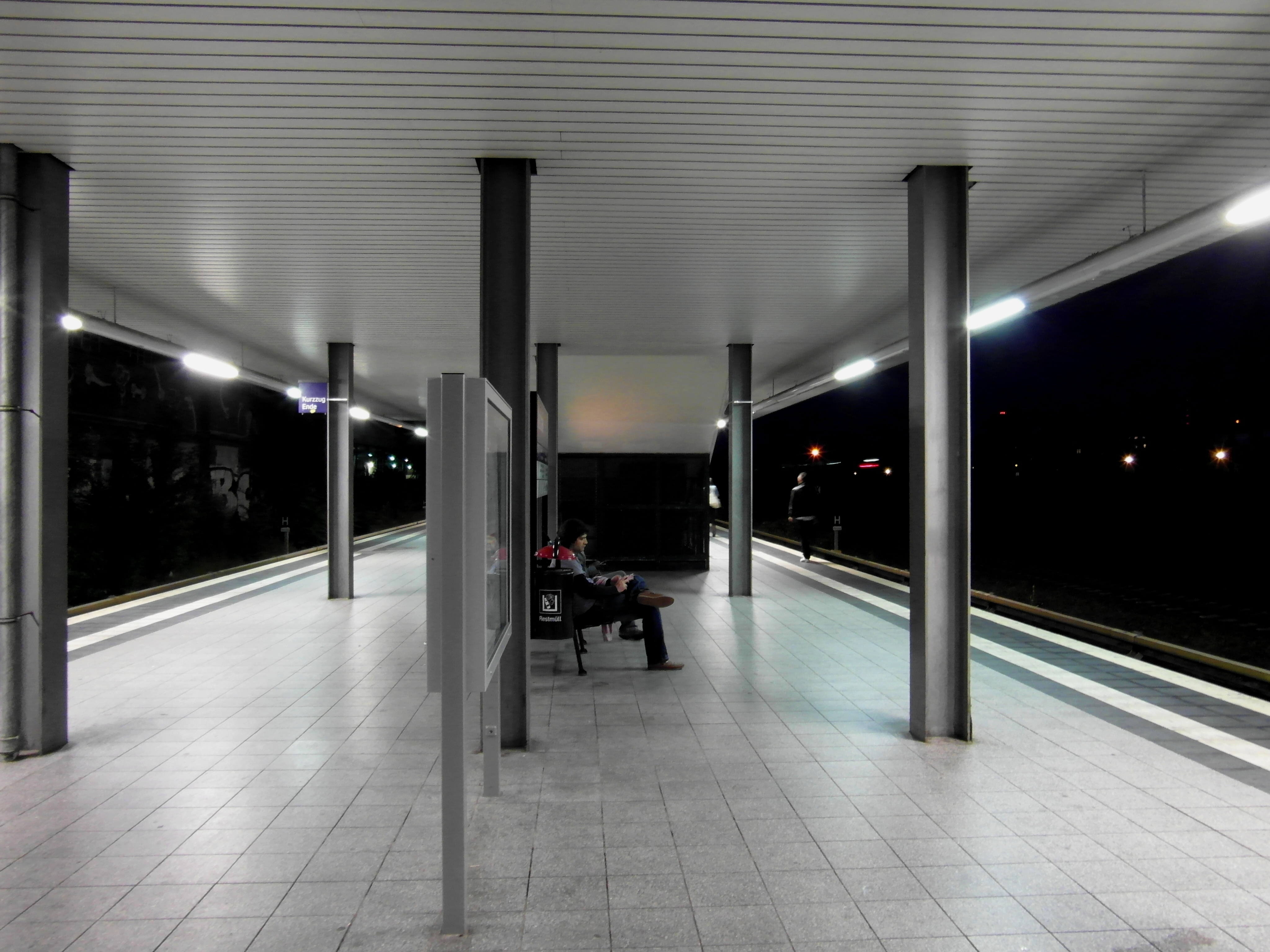
Vue du quai central
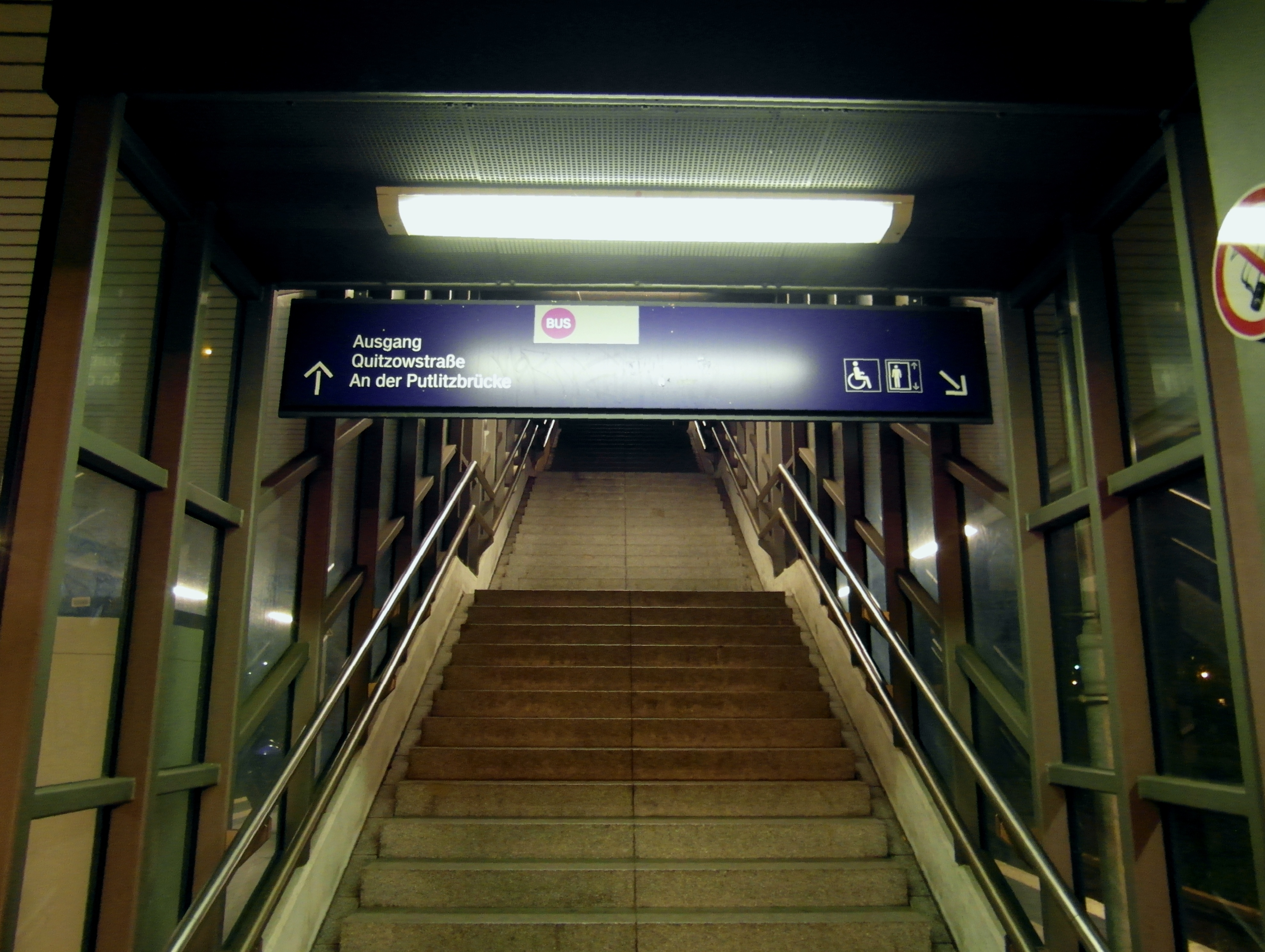
Escalier de sortie de la gare

## À proximité[1]
- Institut Robert-Koch (Robert-Koch-Institut)
- Hôpital Rudolf Virchow (Rudolf-Virchow-Krankenhaus)
- Centre dentaire de la Charité (Zentrum für Zahnmedizin der Charité)
- Centre allemand de cardiologie (Deutsches Herzzentrum Berlin (DHZB))
- Service des étrangers (Ausländerbehörde)
- Office régional de la santé et des affaires sociales (Landesamt für Soziales und Gesundheit Berlin)